# Syncrétisme
Un syncrétisme est un mélange d'influences. Le terme de syncrétisme vient du mot grec συνκρητισμός / sunkrêtismós signifiant « union des Crétois ». Initialement appliqué à une coalition guerrière, il s'est étendu à toutes formes de rassemblement de doctrines disparates, et est surtout utilisé à propos de religion.
Il est le résultat d’un processus d'adaptation endogène généralement imposé par une culture exogène.

## Religion

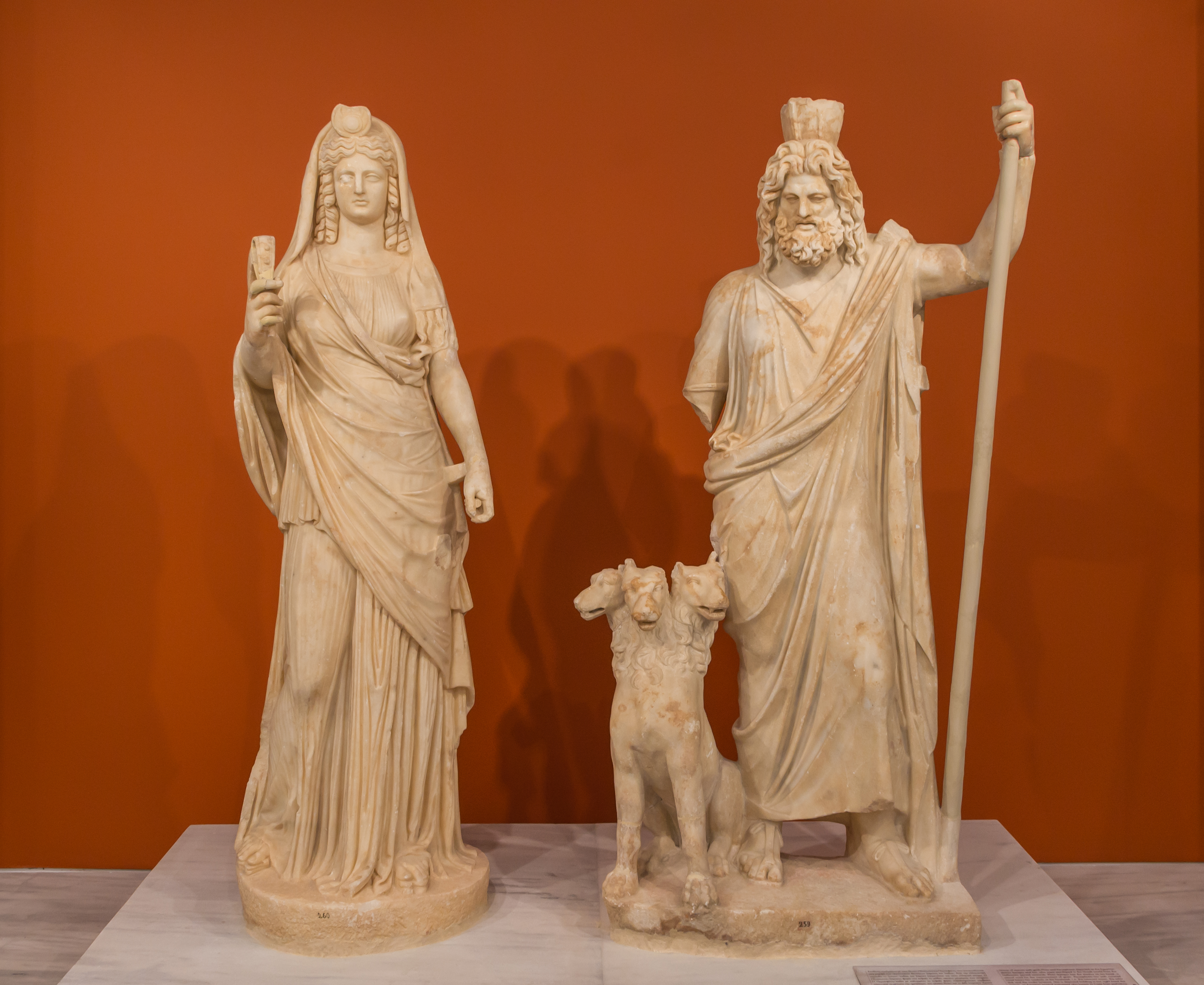
Syncrétisme religieux en Crète romaine : Perséphone et Pluton, dieux du monde des morts accompagnés de Cerbère, sont porteurs des attributs des dieux égyptiens Serapis et Isis. Musée archéologique d'Héraklion, Crète.

Le terme s'utilise surtout en histoire des religions, pour qualifier des confessions à part entière, mais dont plusieurs composants d'origine sont encore reconnaissables. C'est une religion dont la doctrine ou les pratiques sont un mélange d'éléments pris dans différentes croyances.

### Histoire

#### Sphère culturelle grecque et Méditerranée
On retrouve cette pratique très tôt dans l'Antiquité. La Bible fait mention du syncrétisme religieux du peuple d'Israël à l'époque du Roi de Juda, Osée (2 Rois 17). Le verset 33 donne un exemple frappant de ce mélange religieux entre la Loi mosaïque que Yahvé donna à Israël et « la religion des nations d'où on les avait emmenés en exil »,[source insuffisante]. Traduction possible de cette citation : les Hébreux étant une tribu de pasteurs nomades vivant en Mésopotamie (Ur en Chaldée), leur religion était, selon toute vraisemblance, le Zoroastrisme. Mais leurs pratiques radicales et sectaires les tenaient à l'écart des autres populations et furent probablement à l'origine de leur exode, d'abord, sous la conduite de Terah, père d'Abraham, vers Harran (Turquie actuelle), puis, sous celle d'Abraham, pour le pays de Canaan.
Ernest Renan considère la croyance éventuelle à une vie post-mortem comme un effet de la captivité des Hébreux en Égypte. Celle-ci possédait ce concept dont la religion juive était seule, selon lui, à faire l'économie à l'époque[réf. nécessaire]. Cette interprétation n'exclut pas l'hypothèse zoroastrienne. En effet, selon le Zoroastrisme, l'âme de l'Homme préexiste à sa naissance et survit à sa mort. Si les bonnes actions passées du défunt l'emportent sur les mauvaises, l'âme va dans la « Maison des Chants » par un pont au-delà duquel l'attend le Seigneur de la Lumière et y reste pour l'éternité. Dans le cas inverse, elle va à la « Maison du Druj » où elle séjourne un temps avant de rejoindre la « Maison des Chants ». La croyance en une vie post-mortem n'est donc pas d'origine « égyptienne » mais plus large ; le Zoroastrisme était probablement répandu dans tout le Moyen-Orient antique, comme il l'était, vers l'Est, jusqu'en Inde.
Les Romains avaient pour politique d'incorporer les dieux locaux des pays qu'ils avaient conquis au panthéon romain. Ce choix leur évitait ainsi au moins toute opposition d'ordre religieux dans les pays polythéistes.
Une situation semblable s’est développée, mais involontairement, lorsque des missionnaires ont introduit la religion catholique en Amérique du Sud. Ils ont converti la majeure partie de la population, mais, à l’image des Samaritains de l’Antiquité, la population n'a pas oublié pour autant ses anciens rites. Ainsi, au Brésil, des chrétiens pratiquent toujours les rites vaudou et célèbrent des fêtes en l’honneur d’anciennes divinités, telle la déesse Iemanjá. On observe le même phénomène dans d’autres pays d’Amérique du Sud.
À l'époque contemporaine, la rencontre d'Assise de 1986 fut taxée de syncrétisme par quelques cardinaux du Vatican, bien que cela ne fût pas l'intention des organisateurs.

### Dans le monde
Le concept de syncrétisme est suffisamment abstrait pour être appliqué à de nombreuses traditions. Le sikhisme est composé d'un mélange de l'hindouisme et de l'islam. L'approche syncrétique permet d'analyser les influences qui constituent une religion, elle doit s'arrêter avant de perdre ce qui en fait l'identité. Les religions de l'Antiquité étaient très caractérisées par le syncrétisme, qu'il soit d'assimilation ou d'association, rendant les influences entre religions très complexes. Le culte de Mithra associé à Apollon dans le panthéon romain en est un exemple.
Le syncrétisme du bouddhisme chan, forme de bouddhisme mahāyāna avec le taoïsme en est un exemple qui s'est principalement développé de la dynastie Han jusqu'à la fin de la dynastie Tang (189-907). Les panthéons des deux religions y sont progressivement mélangés, les textes bouddhiques sont réécrits par les taoïstes et les textes taoïstes par les bouddhistes. Le plagiat par le moine bouddhiste Xingduan (行端), dans son « Livre des Trois Cuisines prêché par le Bouddha » (佛說三停廚經), du moine taoïste Du Guangting et de son « Le Livre des Cinq Cuisines » (咒偈) en sont un exemple qui introduisit le végétalisme taoïste dans cette forme de bouddhisme. On retrouve ainsi dans cette forme de bouddhisme et ses dérivées en Corée (son), Japon (zen) et Vietnam (thiền), le végétalisme du taoïsme, les notions de yin et yang, de voie (tao), ou l'importance du néant (wu). On y pratique aussi la divination par le Yi Jing (livre des transformations) ou certaines notions du fengshui (géomancie). Le confucianisme a également influencé cette forme de bouddhisme.
La cohabitation du bouddhisme et du shintoïsme au Japon depuis le VIIIe siècle est un excellent exemple de syncrétisme, toujours observable aujourd'hui, et appelé shinbutsu shūgō. Ainsi en 2005, selon les chiffres officiels on comptabilisait 107 millions de shintoïstes (84 % de la population) et 91 millions de bouddhistes (71 % de la population). Dans les faits, la plupart des Japonais fêtent les mariages et les naissances suivant les rites shintoïstes et les funérailles suivant les rites bouddhistes. De plus, on peut trouver dans la plupart des temples bouddhistes japonais un petit sanctuaire shinto et un petit autel bouddhiste dans de nombreux sanctuaires shinto.
Un autre exemple de syncrétisme est la situation indonésienne, dans laquelle les gens, tout en se déclarant adeptes des « grandes » religions (bouddhisme, christianisme, hindouisme, islam), continuent d'adhérer à des croyances et à observer des rituels relevant des religions traditionnelles.
Le caodaïsme vietnamien constitue aussi un exemple typique de syncrétisme, de même que la coexistence du vaudou et du christianisme dans certains pays africains ou en Haïti. Le culte antoiniste propose aussi une forme de syncrétisme religieux selon le sociologue Régis Dericquebourg, tandis que la jurisprudence belge l'a défini comme un « mouvement syncrétiste, qui admet en son sein toutes les religions ».

## Culturellement
On parle de syncrétisme culturel lorsqu'un système religieux (comme dit précédemment) ou philosophique tend à faire fusionner plusieurs doctrines différentes.
Lors d'une coexistence culturelle au niveau global, le syncrétisme est un métissage culturel, c’est-à-dire, une véritable création de nouveaux ensembles culturels qui trouvent une nouvelle cohérence à partir de plusieurs cultures différentes.

#### Dans la sphère culturelle grecque
- W. A. Visser't Hooft, L'Église face au syncrétisme, Labor et Fides, 1964
- Michel Tardieu, Définitions et théories du syncrétisme, Annuaire du Collège de France, 1990-1991, 493-496 p..
- Jean Markale, Le christianisme celtique et ses survivances populaires, Imago, 2016 (ISBN 978-2849528266, lire en ligne)
- (en) Giles Morgan, Saints, Pocket Essentials, 2009, 160 p. (ISBN 9781842432389)
- Michel Tardieu, Histoire des syncrétismes de la fin de l’Antiquité — Cours : Le concept de religion abrahamique, Collège de France, 2006 (lire en ligne) (cours donné au Collège de France, 2005-2006)

#### En Extrême Orient
- Silviu Lupaşcu, « Le Capital de la vie céleste. Doctrines sotériologiques taoïstes et bouddhistes sous la dynastie T’ang (Tang) », Caietele Echinox, no 27,‎ 2014, p. 127-138 (lire en ligne)
- Christine Mollier, « Les cuisines de Laozi et du Bouddha », Cahiers d'Extrême-Asie, École française d'Extrême-Orient, vol. 11, Nouvelles études de Dunhuang : Centenaire de l'École française d'Extrême-Orient,‎ 1999-2000, p. 45-90 (lire en ligne)
- (en) Christine Mollier, Buddhism and Taoism Face to Face: Scripture, Ritual, and Iconographic Exchange in Medieval China, University of Hawaii Press, 2008, 257 p. (ISBN 9781435666665)